# موتور حيدر بغ
موتور حيدر بغ (بالإنجليزية: Mowtowr-e Heydar Beg)‏ هي منطقة سكنية تقع في سيستان وبلوتشستان في إيران.